# Spoed 24/7
Spoed 24/7 is een Vlaamse documentairereeks van productiehuis 100.000Volts.TV die uitgezonden wordt op televisiezender Eén. De reeks brengt het werk op de spoedgevallendienst van het UZ Leuven in beeld.
Het eerste seizoen bestond uit twaalf afleveringen en werd van 29 augustus tot 21 november 2016 telkens op maandagavond uitgezonden. Begin november 2016 werd aangekondigd dat er een tweede seizoen zou komen in het voorjaar van 2017. Het tweede seizoen bestond uit acht afleveringen en werd uitgezonden van 9 januari tot 27 februari 2017. Tijdens de uitzendingen van het tweede seizoen werd aangekondigd dat ook een derde seizoen zou volgen. Het derde seizoen bestond uit dertien afleveringen en werd van 23 oktober 2017 tot 29 januari 2018 uitgezonden. Een vierde seizoen van elf afleveringen, opgenomen in het UZ Leuven, werd uitgezonden van 2 september 2019 tot 11 november 2019.
In oktober 2018 kondigden de makers aan dat de opnames voor een vijfde seizoen eind oktober zouden starten op de spoedgevallendienst van het UZ Gent voor een periode van zes weken. Dit seizoen werd uitgezonden van 27 april 2020 tot 22 juni 2020. Voor het zesde seizoen, dat uitgezonden werd van 30 augustus tot 6 december 2021, werd er opnieuw zes weken lang gefilmd in het UZ Gent.

## Opnames
De opnames voor het eerste seizoen vonden plaats in het najaar van 2015. Voor de opnames werden zestig vaste camera's geïnstalleerd in alle ruimtes van de spoedgevallendienst zodat er geen camerateam aanwezig was bij de patiënten. In een ruimte naast de spoedgevallendienst werd een regiekamer geïnstalleerd van waaruit alle camera's bediend werden. Patiënten (of hun familie) moesten eerst toestemming geven voor er werd opgenomen. De vaste camera's stonden standaard naar de muur gericht en werden enkel geactiveerd en omgedraaid nadat de patiënt of familie toestemming had gegeven. Achteraf kregen de patiënten de beelden ook te zien en moesten ze een tweede keer toestemming geven voor de beelden mochten worden gebruikt. Door de fysieke afwezigheid van een cameraploeg werd vermeden dat patiënten en personeel hun gedrag hieraan zouden aanpassen, zodat men authentiekere beelden kon bekomen. De opnames voor het eerste seizoen duurden zes weken waarbij in totaal ongeveer 8.000 uur aan beeldmateriaal werd verzameld. Van de 380 patiënten die gefilmd waren, werden er uiteindelijk honderd in het eerste seizoen opgenomen.
Met het beeldmateriaal opgenomen voor het eerste seizoen werd uiteindelijk ook het tweede seizoen geproduceerd. De opnames voor het derde seizoen gingen door in het voorjaar van 2017 gedurende eveneens zes weken. Tijdens de opnames voor dit derde seizoen vond op 18 februari een treinongeval plaats bij Leuven, waarbij een passagierstrein ontspoorde op een wissel en omkantelde. Bij het ongeluk vielen 1 dode en 27 gewonden. Het rampenplan werd afgekondigd en de beschikbare MUG- en PIT-diensten van het UZ Leuven werden ter plaatse gestuurd. Ook werden een aantal van de slachtoffers afgevoerd naar het UZ Leuven. In de eerste aflevering van het derde seizoen is dan ook te zien hoe de afkondiging van het rampenplan en de opvang van de slachtoffers op de spoedgevallendienst verloopt.

## Kijkcijfers
Het eerste seizoen (uitgezonden in 2016) bereikte gemiddeld 1.401.600 kijkers, wat neerkwam op gemiddeld 23,4% van de kijkers, en had een marktaandeel van 45,6%. Spoed 24/7 kwam als achttiende in de 'Top 100 best bekeken programma's Noord' van 2016 van het Centrum voor Informatie over de Media (CIM).

## Spin-offs
Na het succes van Spoed 24/7 kondigden 100.000Volts.TV en Eén aan dat er in 2018 ook twee spin-offs op de zender zouden uitgezonden worden: Politie 24/7 over de lokale politie van Antwerpen en Kinderziekenhuis 24/7 over het Kinderziekenhuis Prinses Elisabeth van het UZ Gent. Bij deze reeksen zou opnieuw gebruik worden gemaakt van het vlieg-aan-de-muurprincipe, waarbij vooraf vaste camera's geïnstalleerd worden in alle ruimtes zodat alle gebeurtenissen gefilmd kunnen worden zonder de fysieke aanwezigheid van een cameraploeg.